# 泥潟 (新潟市)
泥潟（どろがた）は、新潟県新潟市江南区の町字。郵便番号は950-0142。

## 概要
1889年（明治22年）から現在の大字。信濃川水系阿賀野川下流域右岸、山崎排水路流域に位置する。
もとは江戸時代から1889年（明治22年）まであった泥潟村の区域の一部で、地名の由来は、低湿地で腰まで泥水に浸かって作業しなければならない地であったことによる。

### 隣接する町字
北から東回り順に、以下の町字と隣接する。
- 早苗
- 泉町
- 茅野山
- 早通
- 亀田早通

## 歴史
開発年代は1624年（寛永元年）。草分けの場所は南の茅野山村に接する元屋敷と伝え、のちに南北に走る大堀に沿う居前堀に移ったという。

### 分立した町字
1889年（明治22年）以後に、以下の町字が分立。
泉町（いずみちょう）
1982年（昭和57年）に分立した町字。

### 年表
- 1889年（明治22年）4月1日 : 合併により早通村の大字早通となる。
- 1925年（大正14年） : 合併により亀田町の大字となる。
- 2005年（平成17年）3月21日 : 合併により新潟市の大字となる。
- 2007年（平成19年）4月1日 : 新潟市の政令指定都市移行により、江南区の大字となる。

## 小・中学校の学区
市立小・中学校に通う場合、学区は以下の通りとなる。
| 番地 | 小学校             | 中学校               |
| ---- | ------------------ | -------------------- |
| 全域 | 新潟市立早通小学校 | 新潟市立亀田西中学校 |

## 交通

### 道路
- 新潟県道220号白根亀田線